# 土佐警察署
土佐警察署（とさけいさつしょ）は、高知県警察が管轄する警察署の一つ。

## 所在地
- 本署
  - 高知県土佐市高岡町甲1842番地1
- いの警察庁舎（分庁舎）
  - 高知県吾川郡いの町1290番地4

## 管轄区域
- 土佐市
- 吾川郡
  - いの町
- 高岡郡
  - 日高村

## 沿革

### いの警察署
- 1878年(明治11年)6月11日 - 高知警察署伊野分署が設置される[1]。
- 1881年(明治14年)1月1日 - 伊野警察署に昇格[1]。
- 1948年(昭和23年)2月1日 - 国家地方警察高知県本部に移管され、仁淀地区警察署に改称[1]。同時に自治体警察として伊野町警察署が設置される。
- 1951年（昭和26年）10月1日 - 伊野町警察署が廃止される。
- 1952年(昭和27年)1月1日 - 伊野地区警察署に改称[1]。
- 1954年(昭和29年)7月1日 - 高知県警察に移管され、高知県伊野警察署に改称[1]。
- 2004年(平成16年)10月1日 - 高知県いの警察署に改称。

### 土佐警察署
- 1878年(明治11年)6月11日 - 高知警察署高岡分署が設置される[1]。
- 1887年(明治20年)6月10日 - 伊野警察署高岡分署に管轄が変更される[1]。
- 1888年(明治21年)2月27日 - 須崎警察署高岡分署に管轄が変更される[1]。
- 1913年(大正2年)9月1日 - 須崎警察署高岡町巡査部長派出所に降格[1]。
- 1921年(大正10年)7月1日 - 伊野警察署高岡分署に昇格[1]。
- 1926年(大正15年)7月1日 - 高岡警察署に昇格[1]。
- 1948年(昭和23年)2月1日 - 国家地方警察高知県本部に移管され、仁淀地区警察署高岡町警部補派出所に降格[1]および自治体警察として高岡町警察署が設置される。
- 1951年（昭和26年）10月1日 - 高岡町警察署および宇佐町警察署が廃止。仁淀地区警察署高岡町警部補派出所は高東地区警察署に昇格。
- 1952年(昭和27年)1月1日 - 高岡地区警察署に改称[1]。
- 1954年(昭和29年)7月1日 - 高知県警察に移管され、高知県高岡警察署に改称[1]。
- 1959年(昭和34年)7月15日 - 高知県土佐警察署に改称[1]。
- 2014年(平成26年)4月1日 - いの警察署が土佐警察署に統合、同時に高知市旧春野町の当署管轄区域を高知南警察署に移管[2]。
- 2016年（平成27年）3月21日 - いの警察庁舎が高知県吾川郡いの町駅南町10番地から現在地（旧高知地方法務局いの支局庁舎）に移転。

## 組織
- 警務課
- 会計庶務課
- 刑事生活安全課
- 地域課
- 交通課
- 警備課

## 駐在所
- 土佐市
  - 新居駐在所 - 土佐市新居66番地40
  - 宇佐駐在所 - 土佐市宇佐町宇佐717番地4
  - 北原駐在所 - 土佐市北地216番地1
  - 戸波駐在所 - 土佐市家俊1176番地3
- いの町
  - 上八川駐在所 - 吾川郡いの町上八川甲1912番地5
  - 三瀬駐在所 - 吾川郡いの町柳瀬本村589番地1
  - 天王駐在所 - 吾川郡いの町天王南五丁目2番地2
  - 長沢駐在所 - 吾川郡いの町長沢132番地21
- 日高村
  - 日高駐在所 - 高岡郡日高村本郷258番地6

## 周辺
- 土佐市役所
- 土佐市民病院

## アクセス
- とさでん交通・土佐市ドラゴンバス本町通バス停下車
- 高知県道39号土佐伊野線沿い